# Prîlujjea, Konotop
Prîlujjea (în ucraineană Прилужжя) este un sat în comuna Hîjkî din raionul Konotop, regiunea Sumî, Ucraina.

## Demografie
Componența lingvistică a localității Prîlujjea
     Ucraineană (96,88%)
     Romani (1,56%)
     Rusă (1,56%)
Conform recensământului din 2001, majoritatea populației localității Prîlujjea era vorbitoare de ucraineană (96,88%), existând în minoritate și vorbitori de romani (1,56%) și rusă (1,56%).